# Léontine Goirand
Pour les articles homonymes, voir Goirand.
Léontine Goirand (1853 à Nîmes-1923 à Alès) est une félibresse écrivant en langue d'oc.

## Biographie
Leontina Goirand est née à Nîmes en 1853, sous le nom de Léontine Lauriol, enfant naturel, fille d'une mère modiste Rosine Lauriol. Son père était Jean Pierre Goirand un avocat, homme politique républicain, historien spécialiste de 1851 et érudit du pays. Il légitimera cette naissance lorsqu'il épousera la mère le 1er août 1863. Un garçon était né en 1845 de ce couple mais décèdera un mois avant leur mariage.
En 1882, Léontine épouse Émile Mathieu, et va vivre à Sète où son mari travaille comme receveur municipal. À cette occasion, les félibres lui décernent un recueil collectif Lou Capelet nouviau de la Felibresso d'Areno. Alès, 15 d'abrieu de 1882. 
À Sète, elle a deux enfants, Antoine Jean Léon André Mathieu né en 1884 et qui deviendra avocat au barreau et Emilie Suzanne Eva Mathieu né en 1885. En 1886 le couple s'installe à Alès et Émile meurt en 1891.
Léontine Goirand est la cousine germaine du député et félibre Maurice Faure. 
Léontine Goirand collabore à la Revue des Langues romanes, l'Armana prouvençau, aux Tablettes d'Alais (Alès). 
Elle meurt à Alès ; Alcide Blavet prononce son éloge funèbre. Paraulos prounounçados à las òussèquios de Madamo Leountino Mathieu-Goirand, Felibresso d'Areno. Empr. de l'Alès-Journal, 1923.

## Distinctions
- Officier d'académie (1911)

## Œuvres
- Trioulet a la pichota Eloisa J Martin, Alais 1879
- À Florian remembranço d'uno visito a soun toumbèu a Sceaux. Empr. Centralo dou Miejour, 1880
- Li risènt de l’Alzoun pouesio prouvençalo Aubanel, Avignon 1882
  - Dans la Revue des langues romanes
- Nemausa À moun cousin Maurice Faure Lire en ligne
  - et sur Gallica
- Calabrun Revue des langues romanes
- Couquiheto Lire en ligne
- Vèspre d'éstieu Lire en ligne
- Bello proumiero Lire en ligne
- Mort d'uno iroundello Lire en ligne
  - Trois poèmes, traduits en français Chants des Félibres, page 137

## Hommages, Bibliographie
- Albert Arnavielle Poème à Mme Léontine Goirand, félibresse d'Arèno
- Ernest Roussel À la felibresso d'Areno, Léontine Goirand, magento amigo L'Arbre foudroyé
- Adiéu a la Felibresso d'Areno Lou Felibre dou Pont-dou-Gard, typ. J. Martin, Alais1882
- Marinette Mazoyer Leontina Goirand... estela limpaira d'Arena (Léontine Goirand, étoile filante d'Arènes). Comédia, 2013
- « Goirand (Léontine) », dans Ivan Gaussen (préf. André Chamson), Poètes et prosateurs du Gard en langue d'oc : depuis les troubadours jusqu'à nos jours, Paris, Les Belles Lettres, coll. « Amis de la langue d'oc », 1962 (BNF 33021783), p. 75.